# Bodotria nuda
Bodotria nuda är en kräftdjursart som beskrevs av Hiroshi Harada 1967. Bodotria nuda ingår i släktet Bodotria och familjen Bodotriidae. Inga underarter finns listade i Catalogue of Life.